# Gladiolus marlothii
Gladiolus marlothii är en irisväxtart som beskrevs av Gwendoline Joyce Lewis. Gladiolus marlothii ingår i släktet sabelliljor, och familjen irisväxter. Inga underarter finns listade i Catalogue of Life.